# Bodo Olthoff
Bodo Olthoff (* 7. Juni 1940 in Emden) ist ein ostfriesischer Maler und Grafiker, der künstlerisch weit über den ostfriesischen Raum hinaus wirkte.

## Werdegang
Aufgewachsen in Emden, zog er mit seinen Eltern nach Stuttgart. Dort machte Bodo Olthoff von 1957 bis 1960 eine Grafische Lehre und arbeitete von 1960 bis 1967 in grafischen Betrieben in Stuttgart als Reproduktionsfachmann. Er heiratet 1962 Gerda Oesterle. Zwei Töchter Silke (* 1962) und Gerswind (* 1964) wurden geboren. Er besuchte zur Weiterbildung die Grafische Fachschule Stuttgart. Mit seiner Rückkehr nach Ostfriesland arbeitete er von 1968 bis 1971 im Staatsdienst (Polizei).
Von 1972 bis 1975 studierte er an der Fachhochschule Münster im Fachbereich Design Malerei bei Hans Griepentrog und Grafik bei Marjan Voijska. Von 1976 bis 1980 folgte ein Studium der Kunsterziehung am Institut für Kunsterziehung in Münster und der Kunstakademie Düsseldorf, Bildhauerei bei Ernst Hermanns und bei Udo Scheel Malerei. Bodo Olthoff ging in den Schuldienst als Studienreferendar von 1980 bis 1981 am Neuen Gymnasium in Oldenburg und nach dem 2. Staatsexamen 1982 bis 1985 übernahm er die Leitung eines Kunst- und Kulturprojektes (Kunstschule) in Aurich, Ostfriesland.
Seit 1986 ist er freischaffender Maler mit eigenem Atelier in Manslagt, Krummhörn und später in Aurich. Die Liebe Bodo Olthoffs zum Meer ließen ihn 1986 und 1988 zwei Segelreisen von Europa in die Karibik unternehmen mit anschließendem Malaufenthalt dort.
1991 wurde er Preisträger des Kunstpreises der Industrie- und Handelskammer für Ostfriesland und Papenburg. 1993 zog es Bodo Olthoff wieder zu einer Herbst-Segelreise von Emden nach Lissabon auf die See. Auch diese Reise dokumentierte er in vielen Bildern, die zum großen Teil an Bord entstehen.
1997/1998 erschien ein Fernsehportrait über Bodo Olthoff, Titel: Navy-Man in der Reihe Kunststreifzüge im deutschen Fernsehen (NDR, 3Sat).
Bodo Olthoff hat zahlreiche Einzelausstellungen und Beteiligung an Gruppenausstellungen u. a. in Stuttgart, Münster, Bremen, Oldenburg, Wilhelmshaven, Emden, Aurich, Flensburg, Dresden-Pulsnitz und Seoul (Südkorea).
Bodo Olthoff lebt und arbeitet in Aurich (Ostfriesland).